# Florin Vasiliu (poet)
Florin Vasiliu (n. 1929 – d. 2001) a fost unul dintre cei mai cunoscuți poeți în genul haiku, unul dintre cei mai fervenți promotori ai haiku, dar și unul dintre cei mai cunoscuți paradoxiști.

## Activitatea științifică
A absolvit ca inginer chimist și a lucrat în producție, proiectare, cercetare, în învățământul superior și în domeniul calității produselor. A publicat opt cărți tehnice, printre care cele mai importante sunt: 
- Metode de analiză a calității produselor, la Editura Ceres, București 1983,
- Controlul modern al calității produselor, Editura Casa, Bucuresti, 1985.

A prezentat lucrări științifice și articole la International conferințe și simpozioane interna’ionale: Conferinta "STAQUAREL 80" din Praga, A VII-a Conferința de teoria probabilităților, Brașov, România, 1982, Simpozionul Internațional de Chimie și Tehnologie a Celulozei.
A participat la conferințe interacademice la Sofia, Bulgaria, 1975; Beijing, China, 1983; Praga, Cehoslovacia, 1984; Hanju și Pyongyang, Coreea de Nord, 1986, și a avut contacte tehnice și comerciale în Germania, Japonia, Polonia, Egipt, Franța, Italia, Bulgaria, Cehoslovacia, China, Coreea, Finlanda. 

## Obsesia niponă și ahaiku-lui
După călătoriile sale în Japonia, China și Coreea, Florin Vasiliu a scris trei cărți despre cultura, civilizația și istoria Japoniei: 
- Pe Meridianul Yamato Editura Sport Turism, București, 1982,
- De la Pearl Harbor la Hiroshima - Editura Dacia, Cluj-Napoca, 1986,
- Interferențe lirice – Constelația haiku Editura Dacia, Cluj-Napoca, 1988.

În același an 1988 a publicat pentru pasionații de haiku:          
- Umbra libelulei - antologie de haiku românesc,
- Tolba cu licurici

ambele la Editura Haiku, București.
A publicat, de asemenea, 28 de lucrări literare și poezii în numeroase reviste literare românești și japoneze. 
Florin Vasiliu a fost redactor-șef la revista pentru interferențe româno-japoneze HAIKU. 
A fost onorat cu Premiul Revistei "Poesis", în 1990, pentru poezie, studii și comentarii și pentru revista "Haiku ".                                                                                                                                                    A publicat, de asemenea, "Colecția revistei Haiku ", în care au apărut poezii haiku de poeți români.  
A fost președintele Societății Române de Haiku, vicepreședintele Societății Nipponica, membru al Uniunii Scriitorilor din România, membru al International Haiku Association din Japonia. 

## Paradoxist
Florin Vasiliu s-a afirmat, alături de scriitorul român stabilit în SUA, Florentin Smarandache, în promovarea curentului paradoxist în literatura română. În acest domeniu el ne-a lăsat următoarele lucrări: 
- Paradoxism’s Main Roots essay (Xiquan Publishing House, Phoenix, USA, 1994),
- Sfidarea paradoxului, studiu (Editura Haiku 1998) și
- Universul paradoxurilor, prelegeri de curs susținute la Universitatea din Oradea (Editura Eficient, 1999)[2]